# Mill Creek (Maury River)
Der Mill Creek (englisch für „Mühlbach“) ist ein Bach im Rockbridge County im US-Bundesstaat Virginia.
Er entspringt nahe der Ansiedlung Decatur gleich neben dem Freeway (Interstate 64 und 81). Der Bach verläuft zunächst entlang der Autobahn nach Südosten, dann fließt er nordwestlich an Grassy Ridge vorbei. Nach knapp 14 Kilometern mündet er östlich der Stadt Lexington in den Maury River.
Neben diesem Wasserlauf bei Lexington fließt im Norden des Rockbridge Countys ein weiterer Mill Creek. Dieser mündet in den Calfpasture River, einem Quellfluss des Maury River. Zudem gibt es im County einen kleinen Bach mit dem Namen Alone Mill Creek.